# 魚心あれば食べ心
『魚心あれば食べ心』（うおごころあればたべごころ）は、ラズウェル細木の漫画である。雑誌『つりコミック』（辰巳出版）に連載中。
主人公の坂菜は、魚好きで、魚に関する話が書かれる。ストーリーの題名には、そのストーリーに主人公として出てくる魚の名前がくる。ストーリーは非常に短く、特にこれといったオチはない。「ほんとに魚っ食いだな」などと友人に言われたりして話が終わるケースが多い。
単行本として「鰓の巻」「鰭の巻」「鱗の巻」「肝の巻」「腸の巻」、続編として魚料理をテーマにした「キュイジーヌ ムッシュ編」「キュイジーヌ マダム編」、各地方の名産品などをテーマにした「日本全県お魚取り寄せグルメ」「旅情編―日本全県お取り寄せグルメ」がある。

## 登場人物
坂菜
魚好きなサラリーマン。係長。何度か「出世が遅れている」との指摘をされている。その時には「みみっちさ」「度胸のなさ」などが理由として挙げられている。
坂菜の妻
坂菜の奥さん。顔が描かれることはない。
山本さん
釣りが大好きで、よく会社を休んで釣りに行く。坂菜によくおすそ分けし、坂菜にターゲットを指定されることも（鱸など）。
マユミ
坂菜の部下。
百合
坂菜の部下。ウツボを野鳥と間違えることも。
リサ
坂菜の部下。
リコちゃん
坂菜の行きつけのBARで働いている女性。坂菜曰く「シラウオのような女性」。

## 紹介された魚介類

### 鰓の巻
- ズワイ蟹（ずわいがに）
- 真鯛（まだい）
- 鮑（あわび）
- 真鯵（まあじ）
- 鰻（うなぎ）
- 真鯖（まさば）
- 片口鰯（かたくちいわし）
- 鮗（このしろ）
- 鮟鱇（あんこう）
- 鰒（ふぐ）
- 蛤（はまぐり）
- 鱵（さより）
- 目張（めばる）
- 鰹（かつお）
- 海胆（うに）
- 真蛸（まだこ）
- 蝦蛄（しゃこ）
- 秋刀魚（さんま）
- 鮭（しゃけ）
- 牡蠣（かき）
- 鰊鯑（かずのこ）
- 鮪（まぐろ）
- 栄螺（さざえ）
- 白魚（しらうお）
- 虹鱒（にじます）
- 鯉（こい）
- 穴子（あなご）
- 鱧（はも）
- 海鞘（ほや）
- 伊勢エビ（いせえび）
- 筋子（すじこ）

### 鰭の巻
- 鶏魚（いさき）
- 海鼠（なまこ）
- 真子鰈（まこがれい）
- 鱈子（たらこ）
- 公魚（わかさぎ）
- 蛍烏賊（ほたるいか）
- 鰊（にしん）
- 縞鯵（しまあじ）
- 鱸（すずき）
- 泥鰌（どじょう）
- 常節（とこぶし）
- 魳（かます）
- 帆立（ほたて）
- 鰰（はたはた）
- 鰤（ぶり）
- 鰆（さわら）
- 赤貝（あかがい）
- 飛魚（とびうお）
- 鮎（あゆ）
- 蝤蛑（がざみ）
- 岩牡蠣（いわがき）
- 鱓（うつぼ）
- 皮剥（かわはぎ）
- 鯣烏賊（するめいか）
- 喜知次（きちじ）
- 鱈場蟹（たらばがに）
- 魴鮄（ほうぼう）
- 海松食（みるくい）
- 太刀魚（たちうお）
- 車海老（くるまえび）

### 鱗の巻
- 北寄貝（ほっきがい）
- 鰖（たかべ）
- 煽烏賊（あおりいか）
- 鯊（はぜ）
- 𩸽（ほっけ）
- 上海蟹（しゃんはいかに）
- 真鱈（まだら）
- 玉珧（たいらぎ）
- 柳葉魚（ししゃも）
- 浅蜊（あさり）
- 舌鮃（したびらめ）
- 石持（いしもち）
- 真鰯（まいわし）
- 白鱚（しろぎす）
- 平政（ひらまさ）
- 鬢長（びんなが）
- 戻鰹（もどりがつお）
- 鳥貝（とりがい）
- 鮃（ひらめ）
- 金目鯛（きんめだい）
- 寒蜆（かんしじみ）
- 真魚鰹（まながつお）
- 青柳（あおやぎ）
- 鮎並（あいなめ）
- 飯借（ままかり）
- 雌鯒（めごち）
- 間八（かんぱち）
- 疣鯛（いぼだい）
- 鯰（なまず）

### 肝の巻
- 黒鯛（くろだい）
- 戻鰹（もどりがつお）
- 赤甘鯛（あかあまだい）
- 鯔（ぼら）
- 槍烏賊（やりいか）
- 黍魚子（きびなご）
- 石鯛（いしだい）
- 山女（やまめ）
- 石鰈（いしがれい）
- 真鯒（まごち）
- 稚鰤（わらさ）
- 胡麻鯖（ごまさば）
- 銀鱈（ぎんだら）
- 鼠鮫（ねずみざめ）
- 滑多鰈（なめたがれい）
- 牡丹海老（ぼたんえび）
- 似五郎鮒（にごろぶな）
- 春子（かすご）
- 水蛸（みずだこ）
- 白子（しらす）
- 黄肌（きはだ）
- 雲丹（うに）
- 青目狗母魚（あおめえそ）
- 馬面剥（うまづらはぎ）
- 鱰（しいら）
- 墨烏賊（すみいか）
- 九絵（くえ）
- メジ鮪（めじまぐろ）
- 螺（つぶ）
- 潤目鰯（うるめいわし）
- 銀宝（ぎんぽ）

### 腸の巻
- 的鯛（まとうだい）
- 土用蜆（どようしじみ）
- 鬼鰧（おにおこぜ）
- 紋甲烏賊（もんごういか）
- 鯥（むつ）
- 糸縒鯛（いとよりだい）
- 小肌（こはだ）
- 黒曹以（くろそい）
- 蝦夷磯鮎並（えぞいそあいなめ）
- 目鯛（めだい）
- 海月（くらげ）
- 真鰈（まがれい）
- 鮬（せいご）
- 稚鮎（ちあゆ）
- 才巻（さいまき）
- 新烏賊（しんいか）
- 畳鰯（たたみいわし）
- 大西洋鮭（たいせいようさけ）
- 南鮪（みなみまぐろ）
- 馬刀貝（まてがい）
- 雁木鱝（がんぎえい）
- 魚近（ちか）
- 白蝦（しろえび）
- 牛海老（うしえび）
- 毛蟹（けがに）
- 紫貽貝（むらさきいがい）
- 尻高（しったか）
- 紅鮭（べにざけ）
- 真鯛（まだい）

### キュイジーヌ ムッシュ編
- アジフライ
- イカソーメン
- う巻き
- エビのチリソース
- オイルサーディン
- カキフライ
- 銀ダラの西京漬
- 黒メバルの煮付け
- ゲンゲの一夜干し
- コチの薄造り
- サンマの開き定食
- 酒盗
- すずめ寿司
- 関さば
- ソーセージ
- 鯛めし
- ちりめん山椒
- ツナサンド
- 鉄火巻
- 時不知
- なまこの醤油煮
- にしん蕎麦